# Luigi Bonino
Luigi Bonino (Bra, 4 ottobre 1949) è un danzatore e attore italiano.
Ha collaborato a lungo con il coreografo e ballerino francese Roland Petit.

## Biografia
Figlio di un camionista e di una casalinga, scoprì sin da giovanissimo la passione per la danza. Episodio determinante fu l'incontro con il coreografo Valerio Brocca, che gli consigliò di iscriversi alla scuola di ballo della coreografa Susanna Egli a Torino.
Inizialmente fece il pendolare tra Bra e Torino, ma dopo qualche anno si stabilì nel capoluogo piemontese per poter dedicare più tempo allo studio e agli allenamenti.
Iniziò a danzare nel balletto del Teatro Regio di Torino in inverno e in quello dell'Arena di Verona in estate. La sua insegnante, intuitone il talento, lo spinse a partecipare al concorso di Mosca nel 1973. Bonino, scettico sulla possibilità dei affermarsi in una competizione internazionale, partecipò con una coreografia realizzata per lui dalla Egri dal titolo "Chi sono io", finendo per vincere il premio della giuria.
Inizia così una carriera di caratterista che lo porterà a girare per l'Europa. Lavora per due anni a Stoccolma per poi trasferirsi in Francia dove entra nel balletto di Roland Petit.
Rimane nel Ballet National de Marseille per il resto della sua attività professionale, danzando con stelle di prima grandezza come Michail Baryšnikov e Rudol'f Nureev. Fra le sue compagne di danza si ricordano Zizi Jeanmaire, Carla Fracci, Alessandra Ferri, Francesca Sposi, Elisabetta Terabust, Natalija Makarova e Margot Fonteyn. Il suo lavoro più rappresentativo e conosciuto è stato la coreografia sulla vita di Charlie Chaplin, "Charlot danse avec nous", realizzata per lui da Roland Petit e poi trasposta in un film.